# Nebulosa Trífida
Messier 20 (també coneguda com a Nebulosa Trífida, M20, o NGC 6514) és una nebulosa d'emissió del tipus regió HII situada en la constel·lació de Sagitari. Va ser descoberta per Guillaume Le Gentil el 1750.
El seu nom ve donat per les tres línies obscures de núvols de pols que la divideixen en tres parts. Gran part de la il·luminació de la nebulosa és deguda a l'estrella massiva que hi ha al seu centre. La seva edat estimada és de 300.000 anys, que la converteix en la zona de formació estel·lar més jove que es coneix. Es troba a una distància de 5.000 anys llum de la Terra. Un sistema d'estrelles triple ocupa la zona central de la regió d'emissió.

## Observació
En bones condicions atmosfèriques és observable amb binoculars. Amb un telescopi de 200 mm de diàmetre es pot veure el sistema d'estrelles triple (moltes vegades es veurà com a doble).

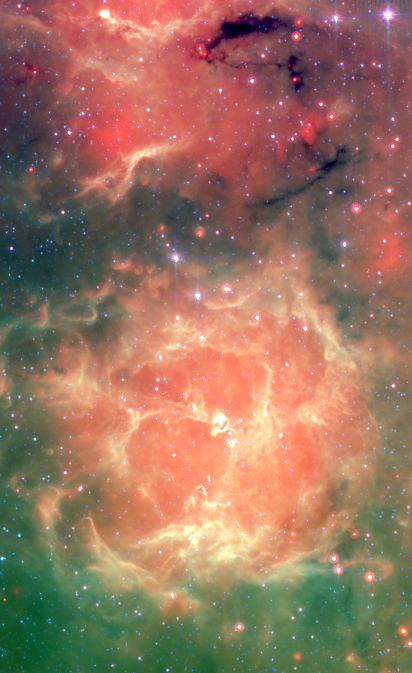
Imatge en infraroig del telescopi Spitzer.
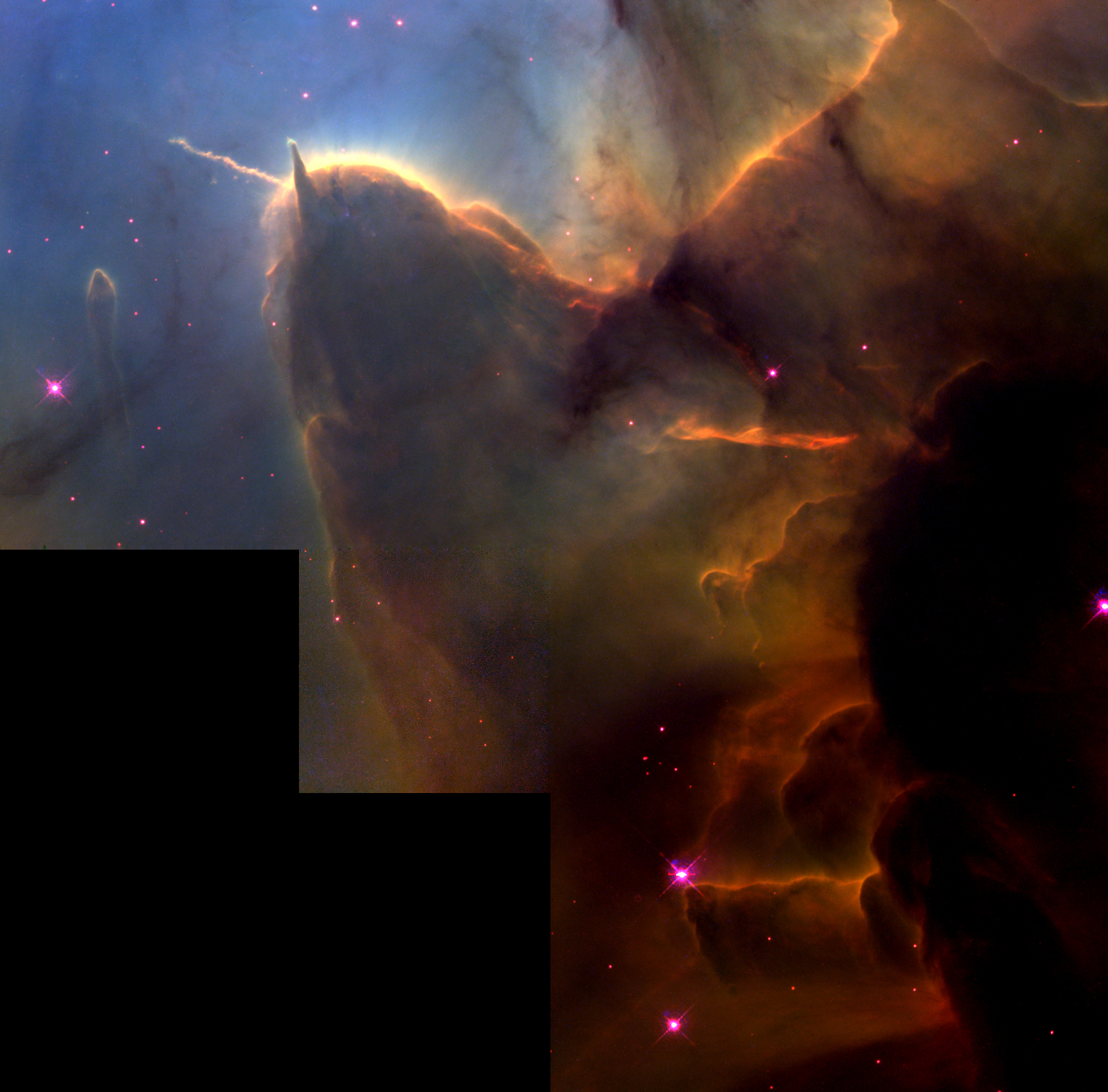
Imatge combinació de tres imatges NASA/ESA.